# Érdengeleg
Érdengeleg (románul: Dindești) falu Romániában, Szatmár megyében.

## Fekvése
Szatmár megye keleti részén, Nagykárolytól délre, Érendréd mellett található.

## Története
Érdengeleg-Újtemetőben 8. századi avar sírt tártak fel a régészek szablyával és öntött indadíszes nagyszíjvégben végződő fegyverövvel.
A település neve az írásos forrásokban 1332-ben tűnik fel először, Dengled néven.
A falu a Dengelegi család ősi birtoka, mely még a 17. században is a család birtokában volt. A Dengeleg várának helye még a 20. század elején is felismerhető volt.
1510-ben Petri Dersy Kelemen kap itt részbirtokot.
1597-ben a település birtokosa ismét egészen a Dengelegi családé.
1746-ban a család egyik nőtagja, Dengelegi Anna leánynegyedével részt kap benne a Byk család is.
1746-ban egyrészét gróf Károlyi Ferenc szerezte meg, a század végére azonban már több birtokosa is volt: így az Irinyi, Décsey, Bük, Darvay, Becsky, Solymosy, Veres, Gencsy, és Fényes családok, de a 19. század közepétől még az Olcsváry, Balásy, és Zimány családok.
1834-ben földrengés pusztított a faluban, mely ledöntötte a görögkatolikus templom tornyát is.
A 20. század elején Gorove János és Balásy József volt a település tulajdonosa.
A falu régi helynevei közül a 20. század elején figyelemreméltó elnevezésként jegyezték fel Besenyő nevű dűlőjét.

## Nevezetességek
- Református templom
- Görögkatolikus templom